# لاتروپ (کالیفرنیا)
لاتروپ (به انگلیسی: Lathrop) شهری در شهرستان سن ژواکین، کالیفرنیا ایالت کالیفرنیا است که در سرشماری سال ۲۰۱۰ میلادی، ۱۸۰۲۳ نفر جمعیت داشته است.